# IS auditing
L'IS (information system) auditing o IT (information technology) auditing (in italiano: revisione dei sistemi informativi; inizialmente indicato come EDP - electronic data processing - auditing) consiste in un processo di verifica sistematico e documentato, condotto da personale esperto, che i sistemi informativi di un'azienda o organizzazione siano conformi a quanto previsto da norme, regolamenti o politiche interne.

## Storia
In inglese con audit si intende “un esame, formale e ufficiale, e una verifica di libri contabili da parte di un qualificato verificatore; il termine deriva dal latino "auditus" in quanto originariamente i dati contabili venivano letti ad alta voce”.
L'auditing o revisione contabile consiste nell'attestazione da parte di una terza parte indipendente della correttezza delle registrazioni contabili (la cosiddetta "certificazione" del bilancio); l'IS auditing è la parte dell'auditing che si rivolge ai sistemi informativi con uno duplice scopo:
- verificare che i dati elaborati dai sistemi informativi siano corretti e completi;
- assicurare che i sistemi stessi siano affidabili e sicuri.

## ISACA
ISACA è l'associazione internazionale degli IS Auditor. Secondo la definizione ufficiale di ISACA "l'audit dei sistemi informatici consiste nella revisione e la valutazione di tutti gli aspetti (o di uno degli aspetti) dei sistemi di elaborazione automatica delle informazioni".

### Processo di IS audit
Il processo di IS audit deve essere sistematico e documentato; generalmente si compone dei seguenti passi:
- Analisi dei rischi
- Definizione degli obiettivi
- Pianificazione
- Raccolta evidenze
- Conclusioni e raccomandazioni
- Rapporto di audit

### Standard, direttive, procedure
Uno degli obiettivi di ISACA consiste nel promuovere standard per l'IS auditing. Alla data (ottobre 2006) il corpus delle linee guida è articolato in:
- Standard
- Direttive (guideline)
- Procedure

#### Standard
Gli Standard definiscono i requisiti obbligatori di audit e di reporting.

#### Direttive
Le Direttive regolano l'applicazione degli standard di audit.

#### Procedure
Le Procedure presentano esempi delle strategie applicabili dal revisore IS nel corso dell'audit.